# Abortiporus
Abortiporus Murill. (różnoporek) – rodzaj grzybów z rodziny pucharkowatych (Podoscyphaceae).

## Charakterystyka
Bazydiokarpy roczne, siedzące, wklęsłe do lejkowatych. Pory kątowe do anastomozujących. Kontekst biały do blado płowożółtego, dwuwarstwowy: górna warstwa miękka, gąbczasta, dolna warstwa twarda, włóknista. System strzępkowy monodimityczny; strzępki generatywne ze sprzążkami. W górnej warstwie kontekstu czasami tworzą się chlamydospory. Czasami występują cystydy. Bazydiospory szkliste, gładkie, półkuliste do elipsoidalnych, nieco grubościenne, w odczynniku Melzera nieamyloidalne. Grzyby poliporoidalne powodujące białą zgniliznę drewna
Abortiporus wydaje się być spokrewniony ze Spongipellis. Odróżnia się od niego dwuwarstwowym kontekstem, monomitycznym systemem strzępkowym i bazydiosporami o nieco grubościennych ściankach. Owocniki Inonotus charakteryzują się dużą zmiennością kształtu i wielkości.

## Systematyka i nazewnictwo
Pozycja w klasyfikacji: Podoscyphaceae, Polyporales, Incertae sedis, Agaricomycetes, Agaricomycotina, Basidiomycota, Fungi.
Synonimy naukowe: Heteroporus Lázaro Ibiza, Irpicium Bref., Sporotrichopsis Stalpers.
Polską nazwę podał Władysław Wojewoda w 1999 r., wcześniej Stanisław Domański używał nazwy innoporek.
Niektóre gatunki:
- Abortiporus biennis (Bull.) Singer 1944 – różnoporek dwuwarstwowy
- Abortiporus chocoensis Læssøe & Ryvarden 2010
- Abortiporus roseus (D.A. Reid) Masuka & Ryvarden 1992

Wykaz gatunków i nazwy naukowe na podstawie Index Fungorum. Nazwa polska według Władysława Wojewody.